# سکس سخنگو
سکس سخنگو (فرانسوی: Le Sexe qui parle‎) یک فیلم بلند فرانسوی در عصر طلایی پورن است که در سال ۱۹۷۵ منتشر شد.
این نخستین فیلم پورنوگرافی هاردکور فرانسوی بود که موفقیت بین‌المللی یافت و مبدل به یک فیلم کالت شد.